# Lato białej wody
Lato białej wody (ang. White Water Summer) – amerykański film fabularny z 1987 roku w reżyserii Jeffa Blecknera. Zaliczany jest do gatunków filmów przygodowych oraz dramatu.

## Fabuła
Nastoletni Alan jest nieśmiałym chłopcem. Pewnego lata przyjeżdża z Nowego Jorku do niewielkiego miasta o nazwie Sierra. Dzięki namowom rodziców postanawia dołączyć do grupki nastolatków, którzy wyruszają w góry. Jednak ta wyprawa okazuje się prawdziwym wyzwaniem i młodzi ludzie muszą zmierzyć się z powstałymi problemami.

## Obsada
- Kevin Bacon – Vic
- Sean Astin – Alan Block
- Jonathan Ward – Mitch
- K.C. Martel – George
- Matt Adler – Chris
- Caroline McWilliams – Virginia Block
- Charles Siebert – Jerry Block
- Joseph Passerrelli – Magazynier